# Kaito Anzai
Kaito Anzai (født 19. februar 1998) er en japansk fodboldspiller, som spiller for den japanske fodboldklub Montedio Yamagata.